# حزب دولة البوير
حزب بورستات (بالإنجليزية: Boer State Party)‏ هو حزب سياسي يميني في جنوب أفريقيا أسسه روبرت فان توندير في 30 سبتمبر 1986. لم يتم تسجيله رسميًا كحزب سياسي أبدًا لأنه لم يتمكن من حشد 500 شخص تحت سقف واحد، وهو شرط بموجب قانون الانتخابات في جنوب أفريقيا للحصول على وضع الحزب السياسي الرسمي. لم يتم تمثيل الحزب أبدًا في برلمان جنوب أفريقيا، لا في عصر الفصل العنصري ولا بعد التحول إلى الديمقراطية. وفي عام 1989، انضم إلى حركة المقاومة الأفريقية في إعلان الدعم لجاب ماريز، زعيم حزب الوطنية المستعادة، منذ ذلك الحين، صار يعمل مع حزب الوطنية المستعادة، وفي بعض الأحيان، كان الحزب عضوًا مستأجرًا في مجموعة تحالف أفريكانير فولكسفرونت. كما عمل أيضًا مع المجموعة شبه العسكرية، حركة مقاومة البوير، بقيادة أندرو فورد.
كان الحزب المجموعة الثالثة في جنوب أفريقيا التي تدعو علنًا إلى استعادة جمهورية أفريقيا الجنوبية ودولة البرتقال الحرة والدعوة إلى انفصال هذه الأراضي عن اتحاد جنوب أفريقيا. لقد دافعت مجموعات أخرى عن هذه الفكرة في الماضي، حيث كان تمرد ماريتز عام 1914 وأوسيوابراندواغ في الأربعينيات من القرن الماضي الأبرز في هذا الشأن. لقد تم تبني هذه السياسة لاحقًا من قبل حركة المقاومة الأفريقية والحركات اليمينية الأخرى. جادل الحزب أيضًا بأنه ينبغي اعتبار البوير، مواطني هذه الجمهوريات القرن التاسع عشر، أمة متميزة من الأفريقان، والمعروفة باسم فولكستات.
لقد تمت الإشارة إليه لاعتماده وجهات نظر مثيرة للجدل حول الإيدز وخروجه لدعم الآراء حول الموضوع الذي عبر عنه تابو إيمبيكي. قام الحزب أيضًا بدور نشط في ضمان رعاية نصب فورتيكر التذكاري، حيث كان الزعيم الحالي كوين فيرماك مدافعًا بارزًا في هذه الحملة.
أصبح كوين فيرماك مشهورًا بتصريحاته المثيرة للجدل، بحجة أن السياسة الرسمية تدفع الأشخاص البيض إلى الانقراض من خلال توفير وسائل منع الحمل على نطاق واسع في حين أنه جادل أيضًا قائلًا: «أنا مقتنع بأن قانون الإجهاض يهدف إلى التخلص من الأطفال البيض». زعم فيرماك أيضًا أن الإيدز كان خدعة مصممة للترويج لاستخدام الواقي الذكري بين البيض، مدعيًا أنه «لم يكن هناك أي بوير [أفريقاني] على الإطلاق مصاب بالإيدز. إنه غير موجود. إنها أكبر عملية احتيال يمكن أن تحدث».
في حين أن الحزب لا يدعو بنشاط إلى تقييد حقوق التصويت على البيض فقط، فهو كذلك يرفض بشدة مبدأ حق الاقتراع العام بعد الفصل العنصري. وبالنسبة إلى فيرماك، فمن السخف أن يكون للطبيب والمتشرد رأي متساو في كيفية حكم البلد. لقد جادل فيرماك بأن «أي شخص منطقي يجب أن يفهم [أن] أصوات بعض الناس يجب أن تحسب أكثر من الآخرين».

## روابط خارجية
- موقع رسمي